# Гагаузы

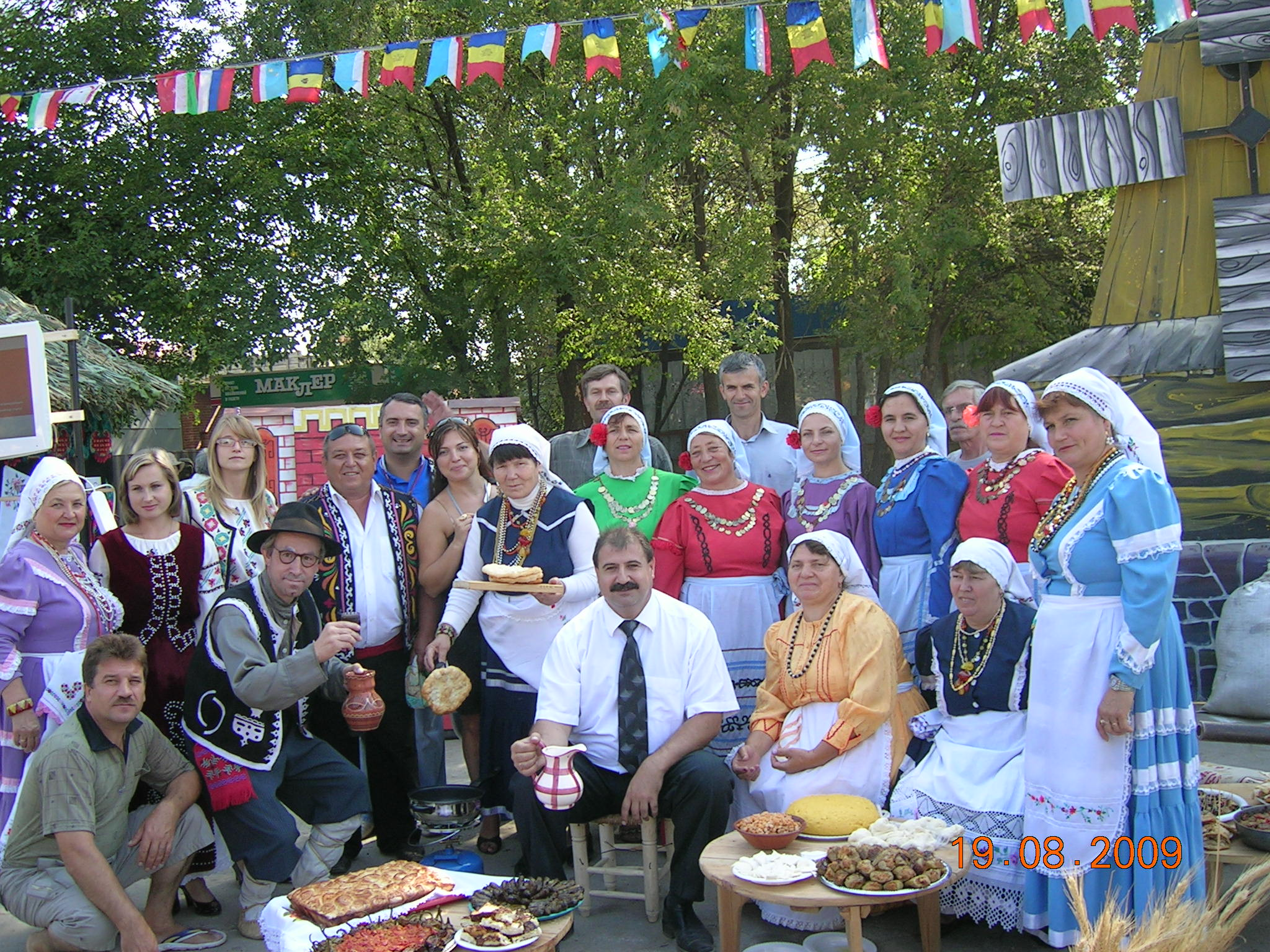
Гагаузы

Гагау́зы (самоназвание — gagauzlar, ед. ч. gagauz) — тюркоязычный народ, исторически сложившийся в Северном Причерноморье и в пределах Балканского полуострова. Современная территория компактного проживания гагаузов сосредоточена преимущественно в Бессарабии (юг Молдавии и Одесская область Украины), они также проживают в Болгарии, Греции, Румынии и других странах. В составе Молдавии существует автономное территориальное образование Гагаузия со столицей в городе Комрат.
Общая численность современных гагаузов — около 250 тысяч человек. 
Национальный язык — гагаузский, принадлежит к огузской группе тюркской семьи языков. Верующие — в основном православные, что отличает гагаузов от большинства других тюркоязычных народов. 

## Происхождение
О происхождении гагаузов существует множество различных гипотез:
- Предками гагаузов являются тюркские народы: огузы, печенеги и половцы;
- В Турции распространена сельджукская теория: гагаузы являются потомками турок-сельджуков, переселившихся в XIII веке в Добруджу и основавших там совместно с половцами огузскую державу[6];
- В Болгарии наиболее распространена гипотеза, согласно которой гагаузы — потомки тюркизированных болгар[7][8][6];
- Гагаузы — потомки тюрков-булгар, переселившихся в VII веке с берегов Волги на Балканы и принявших в IX веке христианство[9].

Наиболее вероятно, что в этногенезе гагаузского народа принимали участие все вышеназванные группы.

### Генетическое происхождение

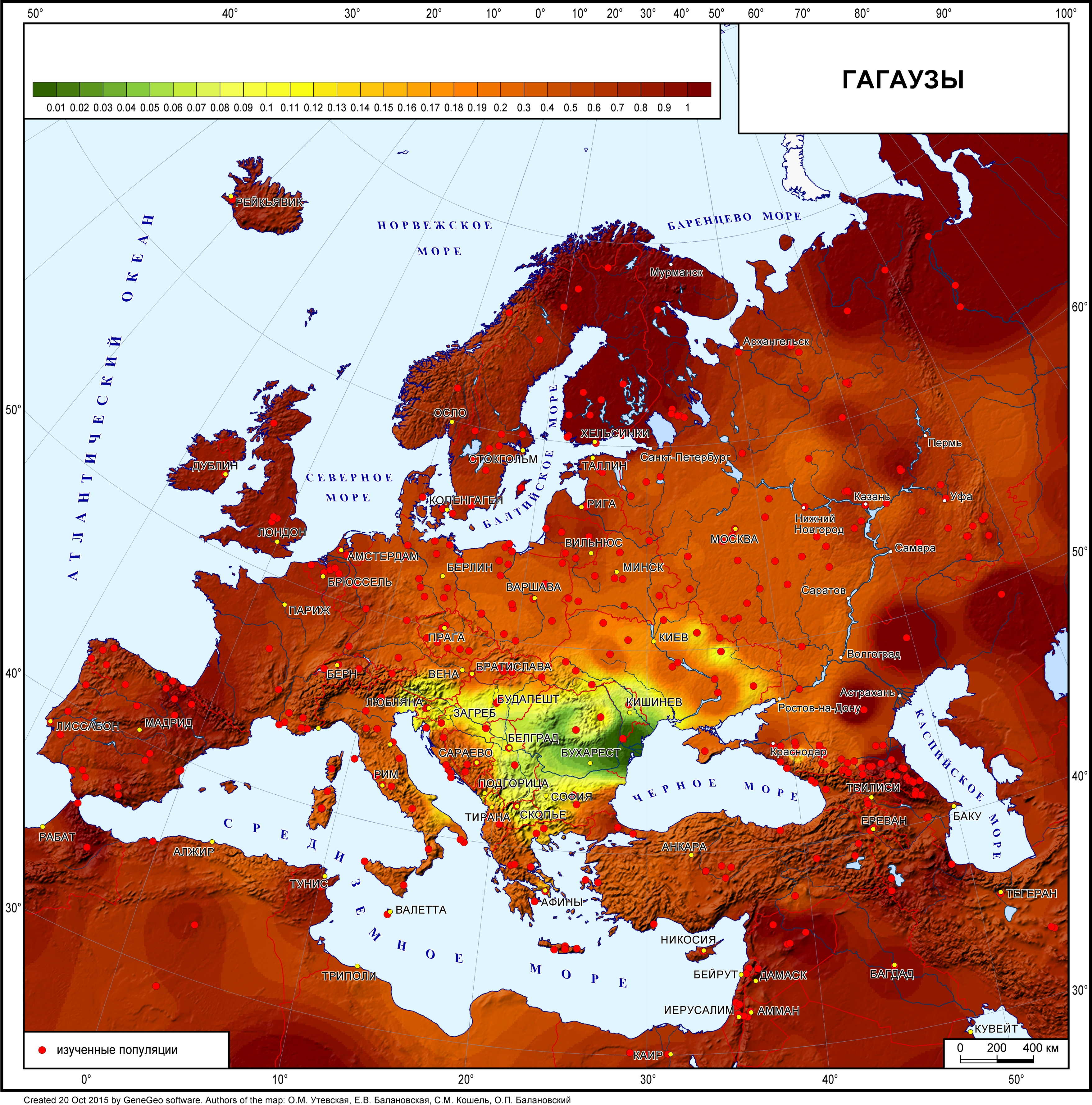
Генетический ландшафт гагаузов по гаплогруппам Y-хромосомы

Последнее исследование генетической составляющей, проводившееся с гагаузами из разных населённых пунктов, не внесло ясности в вопрос об их происхождении. Исследователи отметили, что генетически гагаузы крайне неоднородны. В одной выборке у гагаузов обнаружились балканские корни, в других — тюркские (сельджукские). Это заметно и во внешних, физических чертах гагаузов. Гагаузы принадлежат к Y-ДНК гаплогруппам: I2 (23,6 %), R1a (19,1 %), G (13,5 %), R1b (12,4 %), E1b1b1a (11,1 %), J2 (5,6 %) и N (2,2 %). Филогенетический анализ Y-ДНК указывает на наибольшее родство гагаузов с болгарами и другими балканскими народами. Детальное исследование гаплотипов выявило некоторые связи гагаузских и турецких ветвей, что даёт некоторое подтверждение сельджукской гипотезе.

### Языковые особенности
Объединяющими факторами становления гагаузов как народа были тюркский язык и христианская религия, которые и отличали их от остальных жителей Балкан. Авторы исследований также выдвигают предположение, что тюркский язык был гагаузами перенят, а их предки — это коренные жители Балкан, которые могли находиться в среде или под влиянием более малочисленного тюркского элемента (половцы, огузы причерноморья).

## История

### Гагаузы до XIX в.
В связи с тем, что на сегодняшний день не найдено исторических документов, датирующихся ранее XIX века, где бы упоминалось название гагаузского народа, история гагаузов до сих пор является предметом спора у историков. Ниже приведены основные предположения:
XIII век (1259—1320) — период христианизации предков гагаузов на Балканском полуострове, оказавшейся возможным главным образом в результате многолетней миссионерской деятельности легендарного Сары Салтыка, который в различных балканских легендах отождествляется с такими христианскими святыми, как Георгий Победоносец, Илия, Николай Чудотворец, Симон Кананит, Наум Охридский или Спиридон Тримифунтский.
XIV век (1320—1347) — предки гагаузов находились в независимом болгарском Карвунском княжестве под предводительством тюркоязычного христианина кыпчакского происхождения Балык-Бея. Карвунская земля (Karvunum Terra) находилась на северо-востоке сегодняшней Болгарии с центром в городе Карвуна.
XIV век (1347—1400) — гагаузы всё в том же Добруджанском деспотате под предводительством Добрича (сына Балыка), а после него c 1386 года Иванко (сын Добрича). Добруджа — ныне географическая область северо-восточной Болгарии и юго-восточной Румынии.
XIV—XIX век (1400—1812) — гагаузы внутри Османской империи, в той же Добрудже, территория которой в османских исторических документах упоминается под названием Уз-Эйалети, что в переводе на русский значит «их родина» или «их семья».
По статистике численности населения внутри Османской империи, датируемой 1597 годом, в г. Варна проживали:
- тюрки-христиане — 582 дома,
- тюрки-мусульмане — 410 домов,
- греки — 120 домов,
- копты — 31 дом.[источник не указан 93 дня]

Так как, по данной статистике, болгар среди народов, проживающих в Варне в 1597 году, нет, следует вывод, что болгары начали заселять Варну относительно недавно. Другой вывод — титульным народом города Варна являлись гагаузы, так как на Балканском полуострове тюркоязычными христианами являются только гагаузы.

### Гагаузы в XIX—XX в.
В 1837 г. встречается первое упоминание о гагаузах как отдельном народе в "Статистическом обозрении колоний Бессарабской области", составленном чиновником госдепартамента Министерства внутренних дел России И. Толстым.
В конце XVIII и начале XIX века, в связи с ослабеванием Османской империи, территория Балканского полуострова фактически впала в анархию. Этот период известен в истории Балкан как курджалийство — по бандам, терроризировавшим народы Балканского полуострова. В связи с этим явлением, а также в связи с тем, что на Балканах уже много лет шла война между Российской и Османской империями, а первая предлагала выгодные условия жизни в Бессарабии, часть крестьян, в том числе часть гагаузского населения, эмигрировали с территории Балканского полуострова на территорию Бессарабии.
Не мигрировавшая в Бессарабию основная часть гагаузов в дальнейшем была разделена в границах исторической Добруджи между Румынией и Болгарией и постепенно большей (хотя и не всей) частью была ассимилирована в румын и болгар соответственно.
Энциклопедический словарь Брокгауза и Ефрона, издававшийся в конце XIX — начале XX веков, называет гагаузов отуреченными болгарами и отмечает, что «они православные, но в дни храмовых праздников совершают курбаны — род языческих жертвоприношений». Описывая же этнический состав населения болгарского города Варны, ЭСБЭ сообщает:

Варна принадлежит к числу приморских городов Болгарии, в которых живёт много греков; последние составляют более ⅓ всего числа жителей города, причём к ним причисляют себя и так называемые гагаузы — потомки, как полагают, древних куманов, исповедующие православие, но говорящие на турецком языке.
После поражения Османской империи в войне с Россией 1877—1878 годов Болгария получила право административной автономии в составе Османской империи.
Статистика населения гагаузов в г. Варна и её окрестностях до 1878 года:
- В 1871 г. в болгарской газете «Отечество» (№ 85) Градешлиев пишет, что большая часть населения Варны составляют гагаузы.
- В 1876 г. Иречек пишет, что по всему району, прилегающему к Варне, количество дееспособных мужчин платящих налоги 21 359 человек, и большинство из них гагаузы.

Статистика населения гагаузов в Варне после 1878 года (статистика Градешлиева):
- 1880 г. — 12 000 чел.
- 1905 г. — 10 175 чел.
- 1910 г. — 9329 чел.
- 1920 г. — 3669 чел.

XIX—XX век (1812—1917) — эмигрировавшие гагаузы в Российской империи на территории Бессарабии. По переписи 1897 года, в Бессарабской губернии гагаузы составляли 2,9 % населения.
XX век:
- Январь 1906 г. — в Бессарабии провозглашена независимая Комратская республика, которая просуществовала 5 дней.
- 1918—1940 гг. — гагаузы оказались на территории Румынии вследствие объединения Бессарабии с Румынией.
- 1940—1941 гг. — СССР по пакту Молотова — Риббентропа отходит Бессарабия (вошла в Аккерманскую область, с 7 декабря 1940 года переименована в Измаильскую область) с частью компактно проживающего гагаузского населения.

- В августе 1940 года из Молдавской АССР формируется Молдавская Советская Социалистическая Республика (МССР). Большая часть гагаузов находилось на её территории.

- 1941—1944 гг. — период Второй мировой войны. Территория Бессарабии входила в состав Румынии.
- 1944—1990 гг. — гагаузы в МССР.
- 19.08.1990 г. — 23.12.1994 г. — в местах компактного проживания гагаузов на территории Бессарабии была провозглашена Республика Гагаузия, которая спустя четыре года, 23 декабря 1994 года, мирно реинтегрировалась в уже независимую Молдавию, когда была образована автономия в её составе — Автономное территориальное образование (АТО) Гагаузия[14].

- с 23.12.1994 г. — по настоящее время большинство гагаузов проживает на территории Автономного территориального образования Гагаузия внутри Молдавии. Меньшая часть гагаузов до сих пор проживает на территории современной Болгарии в районе Южной Добруджи, но молодое поколение разговаривает преимущественно на болгарском языке.

## Расселение
- В Молдавии, по данным переписи 2004 года, проживало 147,5 тыс. гагаузов[15]. Из них в Гагаузии — 127,8 тыс., в муниципии Кишинёв — 6,4 тыс., в Кагульском районе — 3,6 тыс., в Тараклийском — 3,5 тыс., в Бессарабском — 2,2 тыс. В Приднестровье (ПМР) — 4,1 тыс. чел. (перепись 2004 г.)[16]; 3,6 тыс. чел. (оценка 2012)[17]
- На Украине, по данным переписи 2001 года, проживало 31,9 тыс. гагаузов, из них 27,6 тыс. — в Одесской области[18].
- В России, по данным переписи населения 2010 года, проживало 13,7 тыс. гагаузов[19]. Из них в Тюменской области — 2,5 тыс. (в том числе 1,6 тыс. в Ханты-Мансийском автономном округе и 0,8 тыс. в Ямало-Ненецком автономном округе); в Московской области — 1,5 тыс. чел., городе Москве — 1,2 тыс. чел; в Моздокском районе Северной Осетии — 520 чел.
- Другие страны: в Турции — 5 тыс.[2], в Греции — 3 тыс.[2], в Болгарии — 540 чел. (перепись 2001 г.)[20] или, по разным данным, от 1,4 тыс.[21] до 10 тыс.[2], в Румынии — от 1,2 тыс.[21] до 3 тыс.[2] Около 1 тыс. — в Казахстане (978 чел. в 1989 г[22].), Узбекистане, Туркменистане, Белоруссии, Латвии (108 чел.[23]), Эстонии, Грузии[2]. Гагаузы проживают также в США, Канаде и Бразилии[2].

## Язык

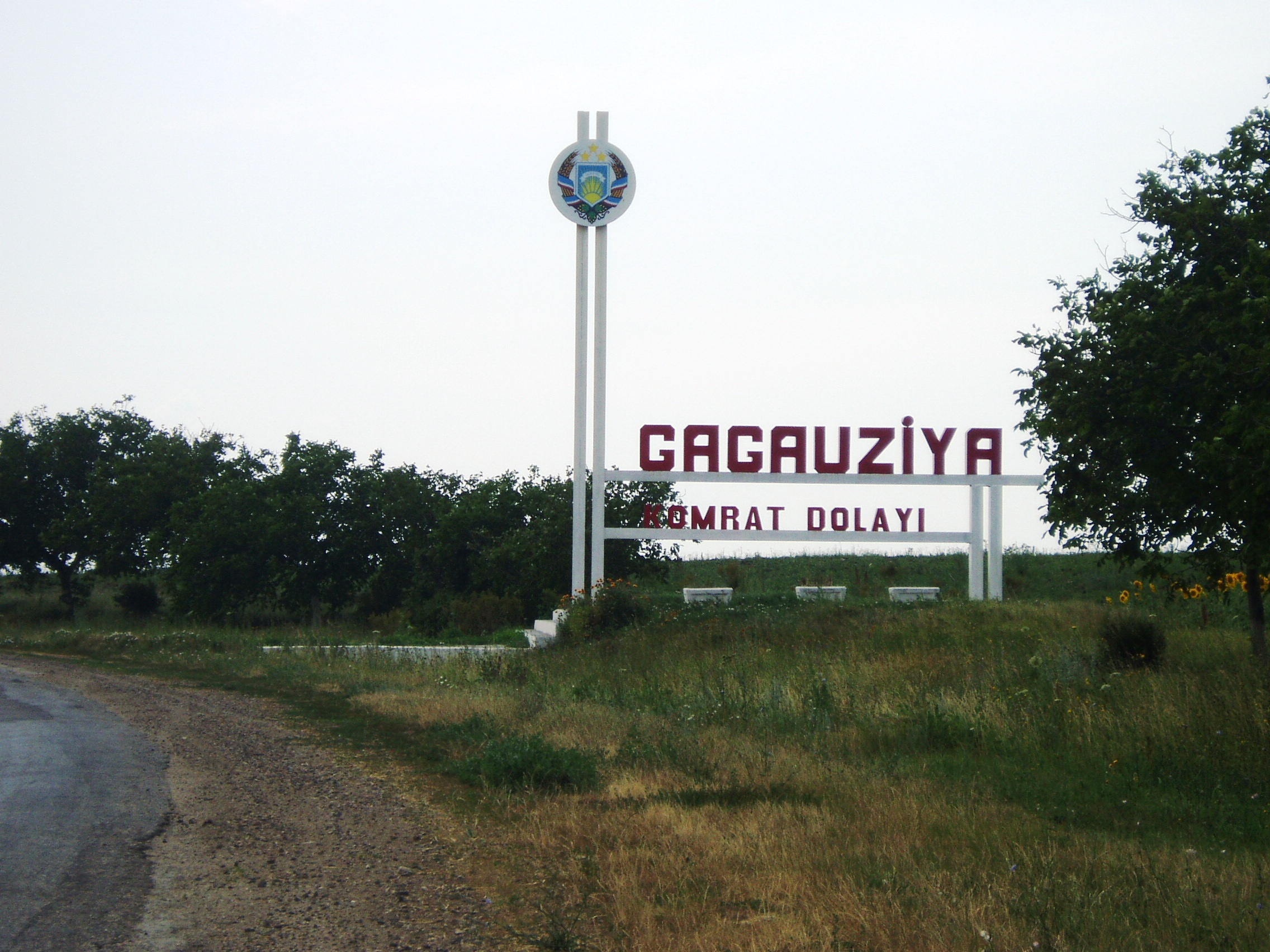
Гагаузоязычный знак на въезде в Комратский округ

Гагаузский язык относится к огузской группе тюркских языков. Он имеет два диалекта — чадырлунгско-комратский (центральный) и вулканештский (южный).
До середины XX века гагаузский язык не имел собственной письменности, для записи гагаузских текстов пользовались болгарским, румынским и греческим алфавитом. 30 июля 1957 года указом Президиума Верховного Совета Молдавской ССР была введена письменность для гагаузского языка на основе русской письменности. Издавались словари, школьные учебники, книги: «Легенданын изи» (След легенд, 1974), «Узун керван» (Длинный караван, 1985), «Жанавар йортулары» (Праздники волка, 1990) и некоторые другие, однако, с середины XX века преподавание гагаузского языка в школах СССР было полностью остановлено и гагаузы подверглись русификации.
В настоящее время официально используется алфавит на латинской основе.

## Культура

### Одежда

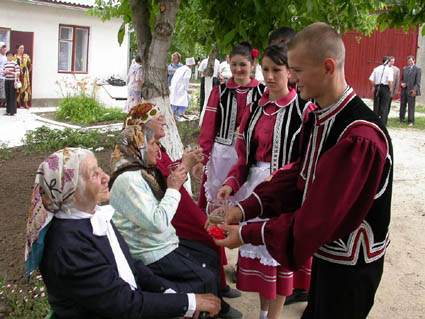
Гагаузы в национальной одежде

В конце XIX века женщины носили полотняную рубаху, безрукавное платье с фартуком, большой чёрный платок (чемьберь) поверх тонкого белого платка (мода). В зимнее время надевали платье с рукавами, суконную кофту и меховую безрукавку. Обязательны серьги, браслеты, бусы, в том числе ожерелье из золотых монет (лифт). Мужская одежда: рубаха, широкие суконные штаны, широкий красный пояс (кушак), шляпа — летом, каракулевая меховая шапка (калпак) — зимой. У пастухов обычная рубаха сочеталась со штанами из овчины (мешин) мехом внутрь; меховая безрукавка и короткая куртка из овчины (кюрк), иногда декорированная красной или зелёной строчкой.

### Национальная кухня
Важное место в питании занимал хлеб, делавшийся из пресного и дрожжевого теста. Хлебные лепёшки считаются одним из древних хлебных продуктов. Из квашеного теста изготовляли пирожки (гаг. karmyarik), внутри которых находилась брынза, капуста, творог, обжаренные в масле. Также были популярны слоёные пироги из пресного теста с начинкой из брынзы и творога (гаг. pidä/pide, kivirma, plaçinta, kirdä).
Из мясных блюд выделяется kaurma — сперва обжаренная, а затем тушёная баранина, приправленная укропом и другими травами. Из свиных или куриных голов и ножек варился холодец пача (гаг. paça). Под общим названием манджа (гаг. manca) известны соусы с различными основами: луковый соус, соус со щавелем, соус со сливками, соус из яиц с брынзой и другие.

### Религия
До переселения в Бессарабию гагаузы на Балканах принадлежали к Болгарской и Греческой православным церквям. После переселения в начале XIX века части населения гагаузов из территории южной Добруджи на территорию Бессарабии гагаузы на новой территории вместе с остальными переселенцами перешли в лоно Русской православной церкви. Большинство гагаузов Молдавии в настоящее время исповедует православие. Также в XX веке очень широко распространились протестантские общины: баптисты и пятидесятники.

### Браки
Для гагаузов Молдавии было долгое время характерно преобладание моноэтничных браков: из 100 браков, заключённых в 1970 году, моноэтничными были 73, а из 100 браков, заключённых в 2003 году такими являлись 77. В 2003 году гагаузские мужчины Молдавии чаще вступали в брак с женщинами своей национальности (78 %), реже с молдаванками (9 %), болгарками (5 %), русскими (4 %) и украинками (3 %). Для гагаузских женщин Молдавии в 2003 году эти показатели составили соответственно: 75 %, 8 %, 5 %, 4 % и 5 %. Для гагаузов Кишинёва характерны, напротив, преимущественно национально-смешанные браки, на которые в 2000 году пришлось 97 % всех браков гагаузов обоего пола. На 2018 год количество моноэтничных браков снизилось.

### Имена
Гагаузское имя состоит из личного имени, отчества и фамилии. Наиболее узнаваемая форма имени, как правило, состоит из имени и фамилии. Такая система у гагаузов закрепилась во второй половине XX века. Современные личные гагаузские имена принадлежат различным эпохам. Все имена относятся к христианским. В основном имена имеют греческое, болгарское, латинское происхождение. В последние время гагаузы все чаще заимствуют иностранные имена.
Имя ребёнку даётся двумя способами:
- по имени дедушки или бабушки
- по имени крёстных

Гагаузские фамилии имеют тюркское и балканское происхождение. В основном они происходят из гагаузского, болгарского и греческого языков. Кроме того, фамилии происходят от профессий, уличных прозвищ и имени отца. При заключении гражданского брака женщина, как правило, принимает фамилию своего супруга.

## Всемирный конгресс гагаузов
Конгресс гагаузов проводится раз в три года (начиная с 2006 года) в столице АТО Гагаузия городе Комрат. Он собирает гагаузов со всего мира для обсуждения этнополитических и культурных вопросов, по аналогии с Курултаями в других тюркских странах.

### Комментарии
1. ↑  Без учёта населения Приднестровья (ПМР).
2. ↑  Приднестровье (ПМР) юридически является частью Молдавии, фактически — самопровозглашённым государством, признанным лишь двумя частично признанными государствами: Южной Осетией и Абхазией. Перепись населения в Молдавии 5—12 октября 2004 года проводилась без учёта населения ПМР. В ПМР 11—18 ноября 2004 года проводилась самостоятельная перепись населения[4].